# Deus Ex: Invisible War
Deus Ex: Invisible War è un videogioco d'azione con elementi di ruolo, sviluppato da Ion Storm e pubblicato dalla Eidos Interactive, e contemporaneamente per Microsoft Windows e Xbox, il 2 dicembre 2003. Il videogioco è il seguito di Deus Ex ed è ambientato venti anni dopo in un mondo in via di recupero dopo un catastrofico evento chiamato, "The Collapse", il Collasso. A seguito di un attacco terroristico che ha distrutto la città di Chicago, il giocatore assume il ruolo di Alex D, allievo alla Tarsus Academy, con il supporto da diverse multinazionali. Con il progredire della trama, il videogiocatore scopre l'esistenza di fazioni che cospirano per realizzare un radicale cambiamento. Il gioco, sotto il punto di vista della trama, è cronologicamente il capitolo conclusivo della saga.
Alla sua uscita, il gioco ricevette riconoscimenti per la grafica, il gameplay e la libertà di scelta, ma critiche negative furono dirette alla scarsa AI degli antagonisti, e scelte di design che hanno eccessivamente semplificato il videogioco.
Ad aprile 2009 ha venduto più di 1,2 milioni di copie. Nel 2011 ne è stato pubblicato il prequel: Deus Ex: Human Revolution.

## Trama
Il videogioco è ambientato 20 anni dopo gli eventi del primo capitolo. Il videogiocatore, prima di iniziare, ha la facoltà di selezionare sesso e colore della pelle del proprio personaggio.
Chicago - Un laboratorio segreto dell'accademia di Tarsus inizia ad evacuare il proprio personale: in città, un terrorista aziona una bomba in grado di pietrificare e disintegrare qualunque cosa con cui entri in contatto. Il gruppo di scienziati scappa e atterrano a Seattle;  fra loro una coppia afferma che è iniziata una guerra ed è necessario continuarla. Il protagonista, Alex D, uno studente, si risveglia nei suoi appartamenti in un'altra base segreta, mimetizzata fra i grattacieli della downtown. Dopo averla esplorata, e aver assistito ad un incidente in cui muore una guardia, fa conoscenza con altri 2 studenti, Klara Sparks e Leo Jankwoski. L'edificio viene però attaccato da parte dalla setta dell'Ordine, una setta che vuole distruggere il WTO, ed è contro le biomodifiche. Dopo essere riuscito a fuggire, la migliore amica di Alex, Billie Adams, rivela al protagonista la propria natura: è una cavia per esperimenti biotecnologici osteggiati dall'Ordine, e pertanto viene esortato a fuggire per mettersi in salvo. 
Fuggendo, incontra degli scienziati e la dottoressa Nassif, direttrice dell'accademia, che gli consiglia di installarsi i Biomod, nanodroidi in grado di alterare alcune prestazioni fisiche come la funzionalità di vista, braccia, torso o gambe. Dopo aver aiutato degli scienziati a fuggire, il protagonista si ritrova nell'enclave di Seattle. Qui riceve l'ordine di portare a termine due missioni, una da parte della WTO e una dall'Ordine. 
Dopo essersi recato alla chiesa dell'Ordine e diventato un loro adepto, gli viene ordinato di recarsi al Transporter, un gigantesco ascensore che unisce l'enclave al resto di Chicago, per cercare un traditore. Dopo averlo scoperto, individua inoltre l'esistenza di un'altra fazione in campo, quella dei Templari, il cui scopo è distruggere tutta la tecnologia e ristabilire la pace. La WTO incarica Alex D di recarsi nei laboratori top secret della WTO e rubare un'arma, il Mag Rail, e liberare il suo creatore, riluttante a metterla in commercio. Dall'Ordine ha l'incarico opposto, ovvero di uccidere il creatore per evitare che crei altre armi. Ma per recarsi ai laboratori ha bisogno dell'aiuto di un pilota mercenario: un elicottero fermo nell'aerostazione della WTO gli offre gratis un passaggio. Alex decide di uccidere lo scienziato e rubare l'arma.
Si reca poi a Nuova Cairo, incaricato di altre missioni. Nella città, mentre imperversa una peste creata da naniti della WTO, viene reclutato dai Templari. Contemporaneamente la WTO gli chiede di indagare su alcuni bambini scomparsi all'interno della scuola di addestramento per agenti. Qui conosce anche gli Omar, mercanti di Biomod illegali, dotati di poteri. L'Ordine invece gli dà l'ordine di indagare sul preside della scuola, entrando nella quale scopre un passaggio segreto che conduce a dei magazzini dove alcuni templari programmano l'assassinio di tutti gli studenti della scuola, con il preside sospettato di essere loro complice. Una volta uccisi i templari, e liberato gli studenti, Alex si reca dal preside per arrestarlo, ma lui si ribellerà insieme alle guardie della WTO e verrà ucciso. 
Poi Alex riceve un altro incarico, dal quale dipende la sopravvivenza della sua fazione. La dottoressa Nassif è rimasta intrappolata a causa di un attacco da parte dei templari in un laboratorio segreto della WTO. La WTO ordina ad Alex di catturarla e interrogarla, mentre l'Ordine gli ordinerà di ucciderla. Nella missione avrà come supporto una delle due compagnie. Se obbedirà al WTO l'Ordine piazzerà dappertutto dei suoi agenti per uccidere Alex. Se invece obbedisce all'Ordine alcune aree riservate alla WTO gli saranno negate all'accesso, per cui dovrà uccidere la sua compagna che riceverà a sua volta l'ordine di ucciderlo. A Nuova Cairo se scegli di obbedire alla WTO Alex può sempre rimediare. Alex trova e uccide il responsabile dell'aerostazione mentre scaricava naniti nell'atmosfera: aveva impedito alle macchine bonificatrici di funzionare. 
Nella missione successiva Alex deve volare in Germania per assistere per conto della WTO ad alcuni scontri fra manifestanti. Qui scoprirà la base dei templari, ormai suoi nemici. Qui le cose andranno male, dato che dovrebbe liberare sia il capo della WTO che il capo dell'Ordine, catturati dai templari e tenuti prigionieri in un laboratorio apparentemente inutilizzato. Una volta liberati, il protagonista scopre che in realtà WTO e Ordine sono delle coperture per la società degli Illuminati, una società che vuole instaurare un mondo utopistico che unisce fede e tecnologia. La sorpresa giunge nel momento in cui Alex libera entrambi i capi, poiché si ritrova anche a liberare un alieno grigio che gli rivela essere il prescelto di JC Denton. Gli Illuminati inoltre gli rivelano che il laboratorio è un portale di accesso per raggiungere una base segreta situata nell'Antartico. 
Alex vi si reca per verificare se JC Denton è ancora vivo, e se lo è, per ucciderlo. La base è in mano ai Templari. Una volta giunto nella base antartica e al suo nucleo centrale, scoprirà che JC Denton è ancora vivo: lo stesso Denton gli propone di entrare insieme a lui in un mondo perfetto da lui comandato con i Biomod. Non potendo fare diversamente, Alex accetta, recandosi nuovamente a Nuova Cairo, ormai posta sotto assedio dai Templari militarmente organizzati. Nel frattempo gli Illuminati riescono a conquistare posizioni fino a quando il loro capo dice ad Alex che lui non è un Illuminato ma un Templare. Alex può decidere se continuare a servire Denton, gli Illuminati o i Templari. Ha la scelta fra tre missioni : da JC Denton, di liberare suo fratello, prigioniero dei Templari, dagli Illuminati di uccidere il fratello di JC Denton, e dai Templari di andare dal fratello di JC Denton, imprigionato e di consegnare una goccia di sangue per trovare un vaccino antitecnologia. A seconda della fazione scelta, le altre rimaste saranno nemiche di Alex, tranne Denton, che gli offrirà una seconda occasione se successivamente libererà suo fratello. 
Dopo aver deciso, Alex si ritrova a New York, nei pressi della Statua della Libertà, utilizzata da Denton per diffondere il controllo dei Biomod. Sempre nei pressi, vi sono i tre accampamenti delle tre fazioni. Tutte e tre gli ordineranno di recuperare un programma informatico, la cosiddetta "Routine Aquinas" indispensabile per calibrare il controllo del sistema informatico mondiale. Mentre Alex si sta recando a fare un download della routine, si ritrova davanti un vecchio compagno, Omar, che gli suggerisce di farla finita e di uccidere tutti i capi delle fazioni o, in alternativa, diventare suo nemico. Se accetta, tutti diventeranno nemici di Alex. Il protagonista può decidere a chi consegnare la Routine e svolgere le ultime missioni.

### Finali
IlluminatiConsegnando la routine Aquinas agli Illuminati, verrà distrutta la macchina diffondi-biomod, JC Denton e il fratello verranno uccisi, e vinceranno gli Illuminati : così il mondo diventerà un'utopia controllata da una specie di Grande Fratello permissivo. Verso la fine del filmato però il loro capo si chiede se l'umanità si è chiesta come è stato possibile creare quel mondo e cita Ophelia, una stazione spaziale orbitante attorno alla Terra che la controlla.
JC DentonConsegnando la routine Aquinas a JC Denton, e salendo sulla macchina diffondi-biomod vincerà Denton. Il mondo sarà perfettamente controllato, Helios rivela che l'uomo divenuto Immortale può finalmente evolversi in una creatura perfetta.
TemplariConsegnando la routine Aquinas ai Templari, e salendo sulla macchina diffondi-biomod, JC Denton ed il fratello verranno uccisi, e vinceranno i Templari. Il mondo tornerà in un Medioevo dove avrà inizio una sorta di caccia alle streghe in chiave moderna.
OmarSe Alex dà ascolto a Leo Jankwoski che nel frattempo diventato un Omar e uccide tutti i capi delle fazioni il mondo sarà privo di una guida. Scoppierà la Terza Guerra Mondiale e l'umanità verrà sterminata. Solo gli Omar sopravviveranno grazie alle loro mutazioni genetiche e alle loro tute d'adattamento ambientale, costituendo un'evoluzione dell'uomo e suggerendo di lasciare la Terra per esplorare lo spazio.

## Modalità di gioco
Invisible War è stato progettato per garantire al videogiocatore possibilità di scelta, sia dal punto di vista della storia, che da quello del gameplay, con la ramificazione della trama e l'uso della tecnica "emergent gameplay", ovvero elementi di gioco che contribuiscono allo sviluppo di meccaniche e risvolti più complessi.
Come l'originale Deus Ex, Invisible War è un videogioco in prima persona. Unisce meccaniche di gioco di differenti generi, stealth, gioco di ruolo e FPS. Per quanto riguarda la categorizzazione di Invisible War, Warren Spector ha dichiarato "..l'intera faccenda dei generi, è come chiedere è (Deus Ex) un videogioco di fantascienza o un FPS?' Dimenticati di sparare, del gioco di ruolo, dell'azione e dell'avventura.. dimenticati di tutte quelle categorie.. se creo un Western FPS, è un Western o un FPS? L'intera idea di genere è confusionaria quando la si applica ai giochi. È solo un inutile ostacolo alla creazione dei videogiochi.. quando sei dentro a crearne uno, stai semplicemente creando un videogioco".

### Scelta del giocatore
Il videogiocatore inizia selezionando il genere e il colore della pelle del personaggio. Il nome, invece, essendo neutrale, rimane 'Alex D.'. Alcune quest e i dialoghi cambiano a seconda del genere scelto. Gli sviluppatori hanno progettato il videogioco per consentire soluzioni multiple per tutte le situazioni del gioco, come abilitare il videogiocatore a comandare un'astronave corrompendo una guardia, o attaccando utilizzando armi letali.